# Савинская (Сямженский район)
Савинская — деревня в Сямженском районе Вологодской области.
Входит в состав Устьрецкого сельского поселения, с точки зрения административно-территориального деления — в Устьрецкий сельсовет.
Расстояние по автодороге до районного центра Сямжи — 26 км, до центра муниципального образования Усть-Реки — 5 км. Ближайшие населённые пункты — Прожектор, Ермаковская, Кладовица.
По переписи 2002 года население — 33 человека (16 мужчин, 17 женщин). Всё население — русские.